# اشاد علی
اشاد علی (انگلیسی: Ashad Ali؛ زادهٔ ۱۴ سپتامبر ۱۹۸۶) سیاست‌مدار و بازیکن سابق فوتبال اهل مالدیو است.